# 复兴论坛
复兴论坛是央视网下属的一个时政论坛，为配合纪录片《复兴之路》以及中共十七大在2007年10月8日开通。现已关闭。

## 历史
复兴论坛的前身为央视网下属的时政论坛“网评天下”，“网评天下”为中国的百强论坛之一，2004——2007年期间，曾被中国国务院总理温家宝点名表扬。
其在一定程度上表达了民情民意，2007年10月8日，“网评天下”借着《中国崛起》《复兴之路》的启播以及配合十七大而“升级”为复兴论坛，与其他论坛板块分离，成为一个特殊的时政论坛。原有会员也被传输到复兴论坛。
2008年，复兴论坛新开通了“给总书记捎句话”、“我有问题问总理”以及“改革开放三十年”三个新板块。

## 影响
该论坛是其中一个受到中国中央关注的一个论坛，在中国地区拥有强大的影响力。